# وات (مجارستان)
وات (به مجاری:  Vát) یک شهرداری در مجارستان است که در واش واقع شده‌است. وات ۲۳٫۲۷ کیلومتر مربع مساحت و ۶۹۷ نفر جمعیت دارد.